# Thomas Bond

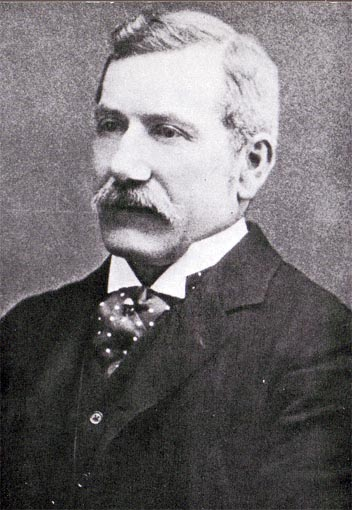
El doctor Thomas Bond, conocido por ser el primer perfilador criminal de la historia.

Thomas Bond (1841 - 1901) fue un cirujano británico, sobre todo conocido por su vinculación con el asesino en serie Jack el Destripador, ya que trabajó en este caso policial por cuenta del Metropolitan Police Service de Londres; uno de sus importantes aportes, fue la elaboración de un perfil criminal de dicho homicida, entre otras cosas intentando establecer si una serie de asesinatos ocurridos en 1888 correspondían o no al mismo asesino, si dicho criminal era hombre o mujer, si había actuado solo o tenía cómplices, cuales eran las circunstancias o motivaciones que impulsaban a esta persona a cometer tan horrendos actos, etc.

## Sus primeros años
Nacido en Somerset, Bond obtuvo su primera capacitación profesional junto su tío materno, el Dr. McCann de Southampton, y luego continuó sus estudios y su entrenamiento en el King's College de Londres así como en el King's College Hospital, donde finalmente obtuvo la medalla de oro de la Universidad de Londres por su Licenciatura en Cirugía.
En 1864, Bond fue nombrado miembro del Colegio Real de Cirujanos (MRCS), en 1865 se graduó como Licenciado en Medicina y Cirugía (MB BS), y en 1866 ingresó en la Comunidad del Colegio Real de Cirujanos (FRCS).
En 1866 se incorporó al servicio militar prusiano, donde asistió a los enfermos durante una epidemia de cólera. Mientras revistaba para el Imperio prusiano, en la guerra austro-prusiana de 1866, ejerció su profesión en hospitales de campaña instalados detrás de las líneas italianas durante ese conflicto bélico. También participó efectuando labores similares durante la guerra franco-prusiana de 1870.

## Carrera en el área de la medicina
Al regresar a Londres, Bond realizó su práctica profesional en Westminster, y en 1867 fue designado como cirujano en la Policía Metropolitana, división 'Westminster'. Ganó un puesto en el Westminster Hospital en 1873, después de varias postulaciones fracasadas, y a partir de ese momento cumplió funciones en ese establecimiento, primero como cirujano asistente, y a partir de 1895 como cirujano titular.
Como cirujano de la Policía Metropolitana de Londres, se ocupó de muchos casos policiales importantes, incluyendo los de Mary Jane Kelly, Kate Webster, Percy Lefroy Mapleton, y los asesinatos de los torsos del Támesis, todos casos acaecidos entre 1887 y 1889. Bond también examinó los cuerpos de Rose Mylett y Alice Mackenzie, presentado informes sobre ambos casos. Bond fue descrito como uno de los mejores testigos médicos y colaboradores de la justicia de aquellos tiempos, ya que las evidencias que presentaba eran siempre claras y fundadas.
Y además, Bond fue uno de los primeros en generar perfiles criminales, para así tratar de delinear en 1888, algunas características de la personalidad del asesino serial nunca identificado, y al que llamaban Jack el Destripador.
Bond, el inicial «perfilador» –cuando aún no se conocía ese término–, actuó a requerimiento de las autoridades de Scotland Yard, entre varias cosas generando un perfil psicológico sobre la persona a la que se designaba con el mote de 'Jack el Destripador'. Este médico forense Thomas Bond, expuso su informe diagramando el primer contorno científico tendiente a predecir y describir las claves íntimas del hombre que se ocultaba tras el anónimo criminal serial de Whitechapel.

## Jack el Destripador
El 25 de octubre de 1888, Robert Anderson (de Scotland Yard) escribió a Bond pidiéndole que examinara ciertos materiales conectados con la investigación de Jack el Destripador. En su carta, Anderson incluyó copias de las evidencias obtenidas en las pesquisas de los asesinatos de Polly Nichols, Annie Chapman, Elizabeth Stride, y Catherine Eddowes, pidiéndole a Bond que elaborara su "opinión sobre este asunto".
Bond estudió esos papeles durante dos semanas, y respondió a Anderson el 10 de noviembre de 1888. Mary Jane Kelly había sido ultimada en la madrugada del día anterior, en Dorset Street, y Bond había estado muy ocupado entonces, procediendo a su autopsia. 

En su informe, Bond expresó:

Me permito señalar que he leído las notas de los cuatro asesinatos de Whitechapel, a saber:
1. Buck's Row.
2. Hanbury Street.
3. Berner's Street.
4. Mitre Square.
También he hecho un examen post mortem de los restos mutilados de una mujer que fue encontrada ayer en una pequeña habitación en Dorset Street.
1. Estos cinco asesinatos fueron, sin duda, cometidos por la misma mano. En los primeros cuatro casos, las gargantas parecen haber sido cortadas de izquierda a derecha. En el último caso, y debido a la extensa mutilación realizada, es imposible establecer con exactitud en qué dirección se realizó el corte fatal, pero se encontraron salpicaduras de sangre arterial en la pared, cerca de donde se encontraba la cabeza de la mujer.
2. Todas las circunstancias que rodearon los asesinatos, me llevan a tener la opinión de que las mujeres deben haber sido tumbadas mientras eran asesinadas, y en todos los casos, la garganta seguramente fue el primer corte.
3. En los cuatro asesinatos de los que solamente he visto las notas, no puedo tener una opinión muy definida en cuanto al tiempo transcurrido entre el asesinato y el descubrimiento del cuerpo.
En un caso, el de Berner's Street, el descubrimiento parece haber sido hecho inmediatamente después de la muerte de la víctima. En los casos de Buck's Row, Hanbury Street, y Mitre Square, solamente podrían haber transcurrido tres o cuatro horas luego de la muerte. En el caso de Dorset Street, el cuerpo estaba tendido y completamente desnudo en la cama, al momento de mi visita a las dos de la tarde; en el anexo adjunto se detallan las múltiples mutilaciones que este cuerpo tenía.
El rigor mortis ya estaba presente en el cuerpo cuando llegué a Dorset Street, pero aumentó durante el progreso del examen. Teniendo en cuenta esto, es difícil decir con cierto grado de certeza, el tiempo exacto que habría transcurrido desde la muerte, ya que la rigidez post mortem se completa de 6 a 12 horas con posterioridad al fallecimiento. El cuerpo estaba bastante frío a las dos de la tarde, y los restos de una comida tomada recientemente se encontraron en el estómago y esparcidos por sobre los intestinos. Es por tanto bastante seguro, que la mujer debe haber muerto unas 12 horas antes de que llegara y la viera, y la comida parcialmente digerida indicaría que la muerte tuvo lugar unas 3 o 4 horas después de que la víctima hubiera ingerido esa comida, por lo que la una o las dos de la madrugada sería el momento probable de la muerte.
4. En todos los casos no parece haber ninguna evidencia de lucha, y los ataques fueron probablemente tan repentinos y hechos en una posición tal, que las mujeres no pudieron ni resistir ni gritar. En el caso de Dorset Street, la punta de la almohada hacia la derecha de la cabeza de la mujer, estaba muy cortada y saturada de sangre, lo que indicaría que la cara pudo haber sido cubierta con ese objeto en el momento del ataque.
5. En los cuatro primeros casos, el asesino debe haber atacado desde el lado derecho de la víctima. En el caso de Dorset Street, por el contrario, debe de haber atacado desde el frente o desde la izquierda, ya que no había espacio entre la pared y la parte de la cama en la que la mujer estaba recostada. Una vez más, la sangre había fluido hacia abajo en el lado derecho de la mujer, proyectándose a chorros en la pared.
6. El asesino no necesariamente tendría por qué haber sido salpicado o manchado con sangre, pero al menos debe de haber cubierto sus manos y brazos, pues caso contrario partes de su ropa sin duda debieron de haber sido manchadas de sangre.
7. Las mutilaciones en cada uno de estos casos, excepto el de Berner's Street, tenían todas ellas el mismo carácter, mostrando claramente que en todos los asesinatos, el objetivo era la mutilación.
8. En cada uno de estos casos, la mutilación fue realizada por una persona que no tenía particulares conocimientos científicos ni anatómicos. En mi opinión, el sujeto ni siquiera poseía los conocimientos técnicos de un carnicero o un matarife de caballos, o cualquier otra persona acostumbrada a cortar cuerpos de animales muertos.
9. El instrumento utilizado debe de haber sido un cuchillo de al menos seis pulgadas de largo, muy fuerte, con buena empuñadura, y de alrededor de una pulgada de ancho. Puede haber sido una navaja, o un cuchillo de carnicero, o un cuchillo de cirujano. Creo que fue sin duda un cuchillo recto.
10. El asesino debe haber sido un hombre con buena fortaleza física, moderadamente calculador aunque también audaz y temerario. No hay evidencia alguna de que tuviera un cómplice. En mi opinión, debe ser un hombre sujeto a ataques periódicos de manía homicida mezclada con erotismo. El carácter de las mutilaciones indican que el hombre puede estar en una condición sexual similar a la satiriasis. Por supuesto, es posible que el impulso homicida pueda haberse desarrollado a partir de un empuje de venganza o de depresión, o incluso de manía religiosa, que puede haber sido el desequilibrio original durante la niñez o la adolescencia, aunque no creo que ello sea la hipótesis más probable. El asesino en su apariencia externa y cotidiana, puede que sea un hombre de aspecto inofensivo y tranquilo, probablemente de mediana edad y con vestimenta respetable y normal. Creo que debe tener el hábito de usar una capa o abrigo largo, o difícilmente podría haber pasado desapercibido en las calles si la sangre en sus manos o ropas eran visibles .
11. Suponiendo que el asesino sea una persona como se acaba de describir, probablemente sería de naturaleza solitaria y de hábitos algo excéntricos, y es bien posible que sea un hombre sin ocupación habitual, pero con un pequeño ingreso regular o beneficiario de una pensión. Puede que el asesino viva entre personas respetables que tengan algún conocimiento de su extraño carácter y hábitos, y que puedan tener motivos para sospechar que su mente no está del todo bien. Tales personas probablemente no estarían muy dispuestas a comunicar sus sospechas a la policía, por temor a inconvenientes o a indeseada notoriedad, aunque si hubiera una perspectiva de un beneficio personal por la denuncia, bien podrían superar sus escrúpulos y reticencias.
Estimado señor,
Reciba mis atentos saludos,
Thomas Bond (en el original escrito abreviado Thos. Bond).

Este señero informe ha servido de inspiración incluso en la trama de obras de ficción, en las cuales el Dr. Thomas Bond goza del principal protagonismo, como sucede en un libro de la autora inglesa Sarah Pinborough, así como formando parte del elenco secundario, como es el caso de una obra del escritor uruguayo Gabriel Pombo.

## Sus últimos años
Habiendo sido una persona que sabía manejar sus sabuesos, Bond montó su grupo humano de apoyo en Badminton (Gloucestershire), así como escogió sus sabuesos caninos de Devon y Somerset en Exmoor.
Cierta vez recomendó a un citadino hombre de negocios algo cansado y desgastado, diciéndole que : "You will hunt with the Devon & Somerset staghounds three days a week in August and four in September, and you will drink each alternate evening a pint of Champagne and a pint of Burgundy" (traducción al español: "Id a cazar con los sabuesos de Devon y Somerset tres días a la semana en agosto y cuatro en septiembre, y cada noche id a beber alternativamente una pinta de champán y una pinta de Borgoña").
También fue un juez frecuente en eventos equinos.
Bond se suicidó en 1901, arrojándose desde una ventana de su dormitorio, después de un largo período de insomnio causado por un dolor que había estado sufriendo desde mediana edad, y que había tratado con narcóticos.
Thomas Bond fue enterrado en el cementerio de Orchard Portman en Somerset.